# Walpurgisnacht (1935)
Walpurgisnacht (schwedischer Originaltitel: Valborgsmässoafton) ist ein schwedisches Filmdrama aus dem Jahr 1935. In Deutschland und Österreich wurde er zunächst unter dem Titel Die Sünde wider das Leben veröffentlicht.

## Handlung
Der Rückgang der Geburtenrate in Schweden bereitet vielen Bürgern Sorgen, worüber auch die Zeitung Morgenposten unter ihrem Chefredakteur Fredrik Bergström berichtet. Dessen Tochter Lena arbeitet als Sekretärin für den Geschäftsmann Johan Borg. Sie ist verliebt in Johan und kündigt ihre Stelle unter einem Vorwand, um seine Ehe nicht zu gefährden. Johan möchte gerne Kinder haben, seine Frau Clary möchte sich ihr unbeschwertes Leben jedoch nicht durch ein Kind belasten und lässt deshalb heimlich bei dem nicht zugelassenen Arzt Dr. Smith eine Abtreibung vornehmen. Der Termin für den Eingriff ist an dem in Schweden groß gefeierten Walpurgisabend. Johan wollte an diesem Abend eigentlich mit Clary ausgehen, nun muss sie mit einer Ausrede absagen, weshalb es zum Streit kommt. Johan führt stattdessen seine Sekretärin Lena aus und die beiden werden von einem Klatsch-Journalisten fotografiert. Der Journalist bietet das Foto Fredrik Bergström an, nicht wissend, dass die abgebildete Frau dessen Tochter ist. Dieser befürchtet nun, Lena habe eine Affäre mit ihrem Chef.
Bei einer Razzia der Polizei wird Dr. Smith festgenommen, Clary kann gerade noch rechtzeitig nach Hause gebracht werden. Der Alkoholschmuggler Frank Roger, der Dr. Smith vor der Razzia warnen wollte, stiehlt aus der Praxis eine Karteikarte mit Clarys Namen und will nun 5000 Kronen von ihr erpressen. Da sie selbst nicht über so viel Geld verfügt, mus sie ihren Mann einweihen. Er will bezahlen und sich danach von ihr trennen. Die beiden gehen zu Roger, der nun noch mehr Geld fordert und Johan mit einer Pistole bedroht. Im Handgemenge lässt er die Waffe fallen, Clary hebt sie auf und erschießt ihn. Die beiden nehmen die Karteikarte mit und verbrennen sie. Da Johan aber in Rogers Wohnung einen Füller mit seinem eingravierten Namen verloren hat, kommen die Polizei und die Presse den beiden auf die Spur. Fredrik will nun Johan zur Rede stellen: Er glaubt, dieser habe die 5000 Kronen für eine bei Lena vorgenommene Abtreibung bezahlt. Johan dementiert das, will ihm die wahren Umstände aber nicht preisgeben, da er Clary sein Ehrenwort gegeben hat, sie nicht zu verraten. Als Fredrik Lena mit seinen Vorwürfen konfrontiert, bricht sie in Tränen aus und er glaubt ihr, kein Verhältnis mit Johan gehabt zu haben. Sie gibt aber zu, dass sie ihn liebt.
Clary sucht sich einen reichen Liebhaber und plant mit ihm eine Kreuzfahrt nach Indien. Als dieser sich aber dagegen entscheidet, weil er seine Familie nicht verlassen will, nimmt sich Clary das Leben. In ihrem Abschiedsbrief nimmt sie die Schuld an dem Mord an Frank Roger auf sich und entlastet Johan. Währenddessen ist Johan aus dem Land geflohen und hat sich bei der Fremdenlegion verpflichtet. Lena kann ihn nicht vergessen und lehnt andere Beziehungen ab Von Heimweh geplagt, flieht Johan nach Schweden zurück, sodass Lena und er nun endlich heiraten können. Bald darauf bringt Lena einen Sohn zur Welt.

## Synchronisation
Die deutsche Synchronfassung entstand 1937 bei der Lüdtke, Dr. Rohnstein & Co. in Berlin. Konrad Rohnstein führte Dialogregie.
| Rolle             | Darsteller      | Synchronsprecher |
| ----------------- | --------------- | ---------------- |
| Johan Borg        | Lars Hanson     | Siegfried Breuer |
| Clary Borg        | Karin Kavli     | Margarete Lanner |
| Fredrik Bergström | Victor Sjöström | C. W. Burg       |
| Lena Bergström    | Ingrid Bergman  | Irmgard Willers  |

## Produktion
Der Film wurde von der Svensk Filmindustri produziert und in Stockholm und Sandhamn gedreht. Er kam am 23. Oktober 1935 in die schwedischen Kinos, in Deutschland erschien er am 26. August 1937. 2001 wurde er auf arte im deutschen und französischen Fernsehen gezeigt.

## Rezeption
„Erstaunlich offen griff das Drama bereits 1935 Themen wie Abtreibung und Emanzipation auf. Sehr viel Sozialpathos, aber seiner Zeit voraus.“